# Melchior Neusidler

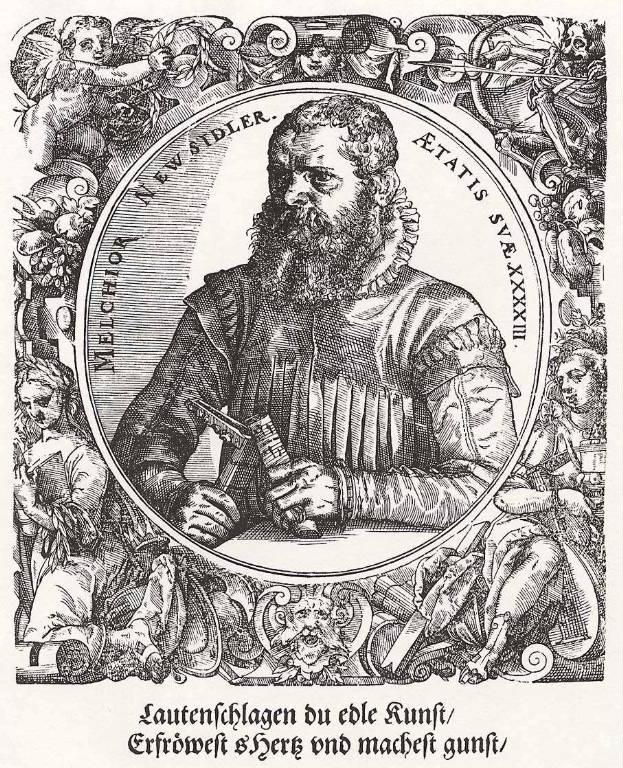
Melchior Neusidler, Holzschnitt von Tobias Stimmer, aus dem Teutsch Lautenbuch (1574)

Melchior Neusidler (auch Neusiedler, Neysidler oder Newsidler; * um 1531 in Nürnberg; † um 1591 in Augsburg) war ein deutscher Lautenist und Komponist.

## Leben
Melchior Neusidler stammt aus der Lautenisten-Familie Neusidler, die ihren Namen wohl von ihrer Herkunft aus der Gegend um den Neusiedler See hat. Er wurde 1531 in Nürnberg als ältester Sohn des Lautenspielers und Komponisten Hans Neusidler (1510–1563) geboren und wuchs mit 13 (17?) anderen Geschwistern im elterlichen Haus am Zotenberg beim Obstmarkt auf (ein jüngerer Bruder, Conrad Neusidler, geboren am 13. Februar 1541, hat als weniger begabter Lautenist ebenfalls einige Werke für das Instrument hinterlassen). Melchior Neusidler hat das künstlerische Lautenspiel mit hoher Wahrscheinlichkeit beim Vater erlernt, der auch Lehrwerke für die Laute herausgab. Das polyphone Spiel erlernte der Sohn vermutlich beim Nürnberger Musiktheoretiker Sebald Heyden (1499–1561), der Rektor, Kantor, geistlicher Dichter und der erste Lutheraner Rektor der St. Sebaldusschule in Nürnberg war.
Melchior Neusidler ließ sich um 1552 in Augsburg nieder und gab im Dezember 1552 sein Nürnberger Bürgerrecht auf. Er nahm im Augsburger Musikleben bald eine angesehene Stellung ein und leitete bei vielen häuslichen Festen die damals üblichen „stillen Musiken“. Besonders zum Haus Fugger bestanden enge Beziehungen. Seine Lautentabulaturen erscheinen gegenüber denen Hans Neusidlers verfeinert und vom italienischen Stil beeinflusst. Es sind circa 250 Stücke (darunter auch Tänze bzw. Liedbearbeitungen und Bearbeitungen wie Madrigalen von Philippe Verdelot) von Melchior Neusidler in verschiedenen Manuskripten und Lautenbüchern überliefert, die zum großen Teil von einer hohen technischen Meisterschaft auf der Renaissancelaute des Komponisten (u. a. Spiel in den höchsten Lagen der Laute) zeugen. Man kann daher annehmen, dass Melchior Neusidler zu den besten Lautenisten in ganz Europa in seiner Zeit zählte.
Eine feste Anstellung bei verschiedenen europäischen Höfen versuchte Melchior Neusidler vergeblich zu erreichen, u. a. bewarb er sich um die Nachfolge des Lautenisten Sebastian Ochsenkhun in Heidelberg 1574 am Pfälzer Hofe der verwitweten Dorothea von Dänemark und Norwegen (1520–1580) anzutreten.
Neusidler war zweimal verheiratet. Er starb 1591 als Almosenempfänger des Octavianus Secundus Fugger, bereits Jahre zuvor geschwächt durch eine entzündliche Gelenkerkrankung und vom jüngeren Hans Leo Haßler als führenden Komponisten bei den Fuggern im Alter in den Hintergrund gerückt. Er hinterließ drei unmündige Kinder, deren Erziehung sein Bruder Conrad übernahm. Eine Tochter Neusidlers, Sabina Neusidler, war mit dem befreundeten Augsburger Lautenmacher Sixtus Rauwolf liiert.

## Werke
- Intabolatura di Liuto. 2 Bände. Venedig 1566 (Digitalisate im Projekt Early Music Online: Band 1, Band 2).
- Teutsch Lautenbuch. Jobin, Straßburg 1574, Faksimile herausgegeben von Albert Reyerman, Tree Edition, Lübeck 2011
- Einzelne Lautenstücke u. a. in den Lautenbüchern des Philipp Hainhofer, im Herwarth-Manuskript etc.